# Llac Bardawil
El Llac Bardawil (àrab: بحيرة البردويل, Buḥayrat al-Bardawīl o سبخة البردويل, Sabẖat al-Bardawīl) és un gran llac, molt salí, a Egipte, a la costa nord de la península del Sinaí. El llac és poc profund (arriba a una profunditat d'uns 3 metres) i està separat del mar Mediterrani per una franja estreta de sorra. Compta amb la protecció del Conveni de Ramsar per a les zones humides.
El Llac Bardawil té uns 90 km de llarg, i 22 km d'ample (en la seva màxima amplitud). Ocupa una superfície d'uns 700 km².
Bardawil és la versió àrab de Balduí, el nom de cinc reis de Jerusalem. El llac es troba en una zona que, en el període de les Croades, era un territori en disputa entre el regne llatí de Jerusalem i Egipte, i ja des de temps d'Heròdot era considerat la franja divisòria entre Síria i Egipte. Els seus marges pantanosos foren el llac Serboni d'Heròdot.